# Novembermond
Novembermond ist ein Film von Regisseurin Alexandra von Grote, gedreht im Jahr 1985 in Deutschland und Frankreich.

## Handlung
Kurz vor Ausbruch des Zweiten Weltkrieges flieht die deutsche Jüdin November Messing von Berlin nach Paris. Die illegale Arbeit im Bistro „La Cigale“, dessen Besitzerin eine frühere Freundin ihres Vaters ist, sichert zunächst Novembers Überleben. Im Bistro lernt sie die Geschwister Laurent und Férial kennen. Die beiden Frauen verlieben sich ineinander.
Als die Deutschen Frankreich besetzen, flieht November zunächst in den Süden des Landes, wo sie von Férials Verwandten versteckt wird. Nach der Besetzung des Südens gerät sie in die Hände der Gestapo, kann jedoch entfliehen. Sie schlägt sich bis nach Paris durch, wo sie bei Ferial und deren Mutter Unterschlupf findet. Um zu verhindern, dass die Gestapo nach November sucht, kollaboriert Férial zum Schein mit den Besatzern. Beide Frauen überleben den Krieg, doch sie zahlen einen hohen Preis.

## Kritik
„Alexandra von Grotes […] souverän inszenierter zweiter Film ist ein Stück französischer Zeitgeschichte und zugleich eine Liebesgeschichte über die Stärke der Frauen.“